# Euphorbia cameronii
Euphorbia cameronii es una especie fanerógama perteneciente a la familia Euphorbiaceae. Es endémica del Cuerno de África en Somalia .

## Descripción
Es un arbusto o árbol que alcanza un tamaño de 2-8 m de altura y 3,5 m de diámetro y que está densamente ramificado; con tallos cilíndricos, carnosos, marcados con las cicatrices de hojas en forma de medialuna prominentes, son erecto y xtendidos, no espinosos.

## Ecología
Se encuentra en el suelo arenoso aluvial seco, en el matorral abierto con Commiphora, Acacia, en las laderas rocosas de piedra caliza, a una altitud de 400-1600 metros.

## Taxonomía
Euphorbia cameronii fue descrita por Nicholas Edward Brown y publicado en Flora of Tropical Africa 6(1): 554. 1911.
Etimología
Euphorbia: nombre genérico que deriva del médico griego del rey Juba II de Mauritania (52 a 50 a. C. - 23), Euphorbus, en su honor – o en alusión a su gran vientre –  ya que usaba médicamente Euphorbia resinifera. En 1753 Carlos Linneo asignó el nombre a todo el género.
cameronii: epíteto otorgado en honor del botánico escocés Kenneth John Cameron (1862 - 1917), quien trabajó en Malaui para la African Lakes Corporation, recolectando numerosas plantas.
Sinonimia
- Tirucalia cameronii (N.E.Br.) P.V.Heath[6]